# La Bajada del Ángel
La bajada del ángel se trata de una ceremonia celebrada en Tudela, Navarra, durante el Domingo de Resurrección en la que se representa la aparición del Ángel San Gabriel a María para anunciarle la resurrección de Jesús.
Actualmente está declarada como Fiesta de Interés Turístico de Navarra y Fiesta de Interés Turístico de Nacional.

## Historia
El comienzo de todo data del año 1264, cuando el Pontífice Urbano IV expidió su bula Transiturus de hoc mundo, con el objetivo de contrarrestar el daño causado por los herejes Sacramentarios, dado que negaban la presencia real de Jesucristo en el Santísimo Sacramento.
Seguidamente, se llevaron a cabo la fundación de muchas Cofradías para conseguir el mayor culto de dicho Sacramento. Por su parte, Tudela, de acuerdo con sus creencias, se unió en este universal concierto de piedad y devoción. Pocos años después se creó la Cofradía llama “Esclavitud o Hermandad del Santísimo Sacramento”. La primera acta de la que se tiene conocimiento es de 1397, y hasta la actualidad, la cofradía ha pasado por numerosas fases. Por historia, las personas que pertenecían a la cofradía destacaban por su dignidad y nobleza.
Buscando dar culto al Santísimo Sacramento, su objetivo principal,  nace el origen del “Ángel” y del “Volatín”, donde la cofradía buscaba un día para festejar su patrón. El día elegido fue  el día primero de Pascua de Resurrección.
Esta ceremonia no ha sido siempre como es en la actualidad, sino que ha ido cambiando conforme al paso del tiempo. Desde sus comienzos (siglo XIII) hasta el año 1663, seis niños vestidos de ángeles, iban junto al Señor en la procesión. En 1663 fue el primero cuya ceremonia fue como en la actualidad, y tanto éxito tuvo dicha ceremonia, que numerosos cofrades se unieron.
Desde el año 1663 hasta la actualidad, “la bajada del ángel de Tudela”, ha tenido pequeños cambios en el transcurso de la ceremonia. En todos estos años, más de seis siglos, el acto únicamente se ha dejado de celebrar en muy pocas ocasiones: La primera vez se produjo durante cinco años consecutivos, entre 1809  y 1813 por miedo a las tropas francesas que se encontraban en la península. La segunda vez fue en 1869, debido a una fuerte nevada que impidió la salida del ángel. Entre 1932 y 1936 tampoco puedo celebrarse debido al que el poder pertenecía a la República. Por último, en 1958, debido a una fuerte lluvia que sufrió Tudela.

## Acto
La ceremonia tiene lugar alrededor de las 9 de la mañana en la Plaza de los Fueros o Plaza de Nueva Tudela. A esa hora comienza la procesión de la Catedral con el Santísimo y la Virgen del Ángel. Alcanza la Plaza Nueva a las nueve y diez aproximadamente donde el Santísimo espera junto a las autoridades Catedralicias y el Muy Ilustre Ayuntamiento espera en la Iglesia de Santa María de Gracia y la imagen de la Santísima rodea la plaza y se coloca bajo la torre del reloj. En dicha torre está instalado el templete, la representación del cielo, de donde descenderá el ángel hacia el edificio de en frente. Para ello se articulan artilugios que, junto con dos cuerdas, permitirá el movimiento del Ángel.
Llegado el momento suena la “Marcha Real” y se abre el templete permitiendo el avance del Ángel que desciende por las cuerdas santiguándose tres veces y repartiendo aleluyas. Cuando llega hasta la Virgen, se santigua tres veces y grita ante una plaza en completo silencio: “Alégrate María porque tu Hijo ha resucitado”. Despoja a la virgen de su velo negro, el cual representa la tristeza, y  se lo echa a la espalda anunciando la resurrección. La plaza entera aplaude mientras el Ángel realiza el camino contrario hacia el templete. Tras ello se reanuda la procesión de las Imágenes con el Ángel hasta la Catedral donde termina con la misa solemne del Domingo de Resurrección.

## Ángel en otras localidades
La ceremonia del Ángel se celebra también, aunque de distinta manera, en Aranda de Duero (Burgos), Peñafiel (Valladolid), Ariza (Zaragoza), Muros (La Coruña), Alfarrasí (Valencia).A su vez se celebra con festejos que simbolizan el final de la pena por la muerte del Señor y el comienzo del regocijo y la esperanza que supone su Resurrección y vuelta a la vida. 